# Twanisha Terry
Twanisha Terry, detta TeeTee (Miami, 24 gennaio 1999), è una velocista statunitense.

## Biografia
Nella sua carriera, a livello under 20, ha ottenuto come massimo risultato ai campionati mondiali U20 2018 la medaglia d'argento nei 100 m femminili.
I maggiori piazzamenti sono arrivati a livello seniores, dove ha vinto quattro medaglie nella staffetta 4×100 m: un bronzo ai Giochi panamericani di Lima 2019, un oro olimpico a Parigi 2024 e due ori mondiali (Oregon 2022 e Budapest 2023).

## Palmarès
| Anno | Manifestazione      | Sede      | Evento      | Risultato  | Prestazione | Note                                    |
| ---- | ------------------- | --------- | ----------- | ---------- | ----------- | --------------------------------------- |
| 2018 | Mondiali U20        | Tampere   | 100 m piani | Argento    | 11"19       |                                         |
| 2019 | Giochi panamericani | Lima      | 100 m piani | 4ª         | 11"37       |                                         |
| 2019 | Giochi panamericani | Lima      | 4×100 m     | Bronzo     | 43"39       |                                         |
| 2022 | Mondiali            | Eugene    | 100 m piani | Semifinale | 11"04       |                                         |
| 2022 | Mondiali            | Eugene    | 4×100 m     | Oro        | 41"14       | Miglior prestazione mondiale stagionale |
| 2023 | Mondiali            | Budapest  | 4×100 m     | Oro        | 41"03       | Record dei campionati                   |
| 2024 | Giochi olimpici     | Parigi    | 100 m piani | 5ª         | 10"97       |                                         |
| 2024 | Giochi olimpici     | Parigi    | 4x100 m     | Oro        | 41"78       |                                         |
| 2025 | World Relays        | Guangzhou | 4x100 m     | 4ª         | 42"38       |                                         |